# Associazione Calcio Reggiana 1951-1952
Questa voce raccoglie le informazioni riguardanti l'Associazione Calcio Reggiana nelle competizioni ufficiali della stagione 1951-1952.

## La stagione
Nella stagione 1951-1952 la Reggiana disputa il campionato di Serie B, un torneo a 20 squadre vinto dalla Roma con 53 punti che risale prontamente in Serie A, la Reggiana diciannovesima con 24 punti retrocede in Serie C con Venezia, Livorno, Pisa e Stabia.
Vengono ceduti Amleto Frignani, al Milan, ma anche Mario Torti (che ritorna al Palermo), Giuseppe Cafasso (che ritorna alla Juventus e viene girato alla Spal) ed il centravanti Gustavo Scagliarini (ceduto per un gruzzolo di milioni al neo promosso Marzotto di Valdagno). Molti gli arrivi, il più importante dei quali è quello di Guido Tieghi, forte attaccante prelevato dal Livorno. Arrivano anche Guido Zucchini preso dal Perugia, e Franco Rossi attaccante proveniente dal Siracusa. Torna granata anche il portiere Gino Vasirani. La Reggiana, dopo un discreto inizio, sprofonda nelle parti basse della classifica. Viene acquistato Umberto Mannocci un centrocampista d'esperienza, e col Modena il 16 dicembre 1951 la Reggiana vince nettamente il derby al Mirabello per (5-2). Dopo questa vittoria iniziano una lunga serie di risultati negativi. L'allenatore Giuseppe Antonini viene sostituito da Vittorio Malagoli ex giocatore granata, ma arrivano nuove sconfitte, tra cui quella umiliante contro la Roma al Mirabello che sovrasta la Reggiana infliggendole sette gol. Al termine della stagione il club retrocede in serie C.

## Divise
| Prima divisa |

## Rosa
| N. |                   | Ruolo | Calciatore        |
| -- | ----------------- | ----- | ----------------- |
|    | Italia (bandiera) | C     | Luigi Angelini    |
|    | Italia (bandiera) | C     | Arturo Biagi      |
|    | Italia (bandiera) | D     | Dino Binacchi     |
|    | Italia (bandiera) | C     | Adelmo Braglia    |
|    | Italia (bandiera) | C     | Gastorre Campari  |
|    | Italia (bandiera) | D     | Giordano Caselli  |
|    | Italia (bandiera) | A     | Eliano Cellini    |
|    | Italia (bandiera) | A     | Bruno Dal Bon     |
|    | Italia (bandiera) | A     | Umberto Ermanni   |
|    | Italia (bandiera) | C     | Angelo Gandini    |
|    | Italia (bandiera) | A     | Alfredo Geti      |
|    | Italia (bandiera) | C     | Vittorio Malagoli |
|    | Italia (bandiera) | P     | Paolo Manfredini  |

| N. |                   | Ruolo | Calciatore       |
| -- | ----------------- | ----- | ---------------- |
|    | Italia (bandiera) | D     | Umberto Mannocci |
|    | Italia (bandiera) | D     | Adile Montanari  |
|    | Italia (bandiera) | C     | Athos Panciroli  |
|    | Italia (bandiera) | C     | Giuseppe Polo    |
|    | Italia (bandiera) | D     | Leo Prandi       |
|    | Italia (bandiera) | A     | Franco Rossi     |
|    | Italia (bandiera) | D     | Luigi Saccani    |
|    | Italia (bandiera) | A     | Guido Tieghi     |
|    | Italia (bandiera) | P     | Gino Vasirani    |
|    | Italia (bandiera) | D     | Guido Vincenzi   |
|    | Italia (bandiera) | C     | Giorgio Visconti |
|    | Italia (bandiera) | A     | Guido Zucchini   |

## Risultati

### Campionato Serie B

#### Girone di andata
| Arbitro: | Jonni (Macerata) |

|                |           |               |
| G. Campari 81’ | Marcatori | 90’ Bonaretti |

| Arbitro: | Casati (Varese) |

|                                                   |           |                 |
| Tieghi 8’ (rig.) 11’ Zucchini 48’ Tieghi 42’, 56’ | Marcatori | 66’ Scagliarini |

| Arbitro: | Maurelli (Roma) |

|             |           |          |
| Soldani 38’ | Marcatori | 24’ Polo |

| Arbitro: | Tibaldi (Savona) |

|                       |           |              |
| Barranco 49’ Loni 71’ | Marcatori | 46’ Zucchini |

| Arbitro: | Perego (Milano) |

|                   |           |  |
| Polo 1’ Rossi 54’ | Marcatori |  |

| Reggio Emilia 14 ottobre 1951 6ª giornata | Reggiana         | 0 – 0 | Messina | Stadio Mirabello\| Arbitro: \| Pizzato (Mestre) \| |
| Arbitro:                                  | Pizzato (Mestre) |       |         |                                                    |

| Arbitro: | Buratti (Milano) |

|                           |           |  |
| Massari 19’ Dini 29’, 64’ | Marcatori |  |

| Arbitro: | Jonni (Macerata) |

|                                           |           |  |
| Biagioli 5’, 89’ Bonci II 71’ Morisco 75’ | Marcatori |  |

| Arbitro: | Bernasconi (Firenze) |

|                 |           |  |
| Tieghi 29’, 87’ | Marcatori |  |

| Arbitro: | De Gregorio (Legnano) |

|                          |           |           |
| Marchetti 37’ Lerici 44’ | Marcatori | 26’ Rossi |

| Arbitro: | Campanati (Milano) |

|                                        |           |              |
| Mannocci 29’ Tieghi 36’ G. Campari 58’ | Marcatori | 55’ Malavasi |

| Arbitro: | Michieletto (Mestre) |

|                                |           |  |
| Busnelli 7’, 61’, 83’ Zian 87’ | Marcatori |  |

| Arbitro: | De Leo (Mestre) |

|                                          |           |                    |
| Polo 1’, 85’ Tieghi 5’, 75’ Zucchini 40’ | Marcatori | 11’, 53’ Gaggiotti |

| Arbitro: | Rigato (Mestre) |

|                                           |           |  |
| Sundqvist 1’ Zecca 28’, 52’ Andersson 30’ | Marcatori |  |

| Arbitro: | Campanati (Milano) |

|                           |           |             |
| Mannocci 38’ Zucchini 56’ | Marcatori | 81’ Giraudo |

| Arbitro: | Arpaia (Roma) |

|                |           |  |
| Malighetti 30’ | Marcatori |  |

| Arbitro: | Valsecchi (Milano) |

|                        |           |              |
| Azimonti 8’ Frizzi 15’ | Marcatori | 75’ Mannocci |

| Arbitro: | Cicardi (Lecco) |

|              |           |            |
| Mannocci 57’ | Marcatori | 75’ Ivaldi |

| Arbitro: | Matteucci (Roma) |

|                                                    |           |                      |
| Manzardo 2’ Randon 40’ Klein 65’ Brondi 70’ (rig.) | Marcatori | 16’ (rig.) Panciroli |

#### Girone di ritorno
| Arbitro: | Zoli (Pontedera) |

|                                          |           |  |
| Vascellari 40’ Bonaretti 52’, 84’ (rig.) | Marcatori |  |

| Arbitro: | Guarnaschelli (Pavia) |

|                        |           |            |
| Remonti 48’ Novali 88’ | Marcatori | 56’ Tieghi |

| Reggio Emilia 17 febbraio 1952 22ª giornata | Reggiana             | 0 – 0 | Monza | Stadio Mirabello\| Arbitro: \| Michieletto (Mestre) \| |
| Arbitro:                                    | Michieletto (Mestre) |       |       |                                                        |

| Arbitro: | Gemini (Roma) |

|                            |           |               |
| Mannocci 20’ Polo 50’, 71’ | Marcatori | 84’ Cavazzuti |

| Arbitro: | Ferrari Aggradi (Firenze) |

|                         |           |         |
| Secchi 23’ Occhetta 28’ | Marcatori | 4’ Polo |

| Messina 16 marzo 1952 25ª giornata | Messina          | 0 – 0 | Reggiana | Stadio Giovanni Celeste\| Arbitro: \| Zoli (Pontedera) \| |
| Arbitro:                           | Zoli (Pontedera) |       |          |                                                           |

| Arbitro: | Valsecchi (Milano) |

|                      |           |               |
| Panciroli 71’ (rig.) | Marcatori | 85’ Pivatelli |

| Arbitro: | Agnolin (Bassano del Grappa) |

|          |           |                   |
| Polo 37’ | Marcatori | 5’, 66’ Sansolini |

| Arbitro: | Buratti (Milano) |

|             |           |  |
| Capelli 54’ | Marcatori |  |

| Arbitro: | Cartei (Firenze) |

|  |           |             |
|  | Marcatori | 77’ Onorato |

| Arbitro: | Occhinegro (Taranto) |

|                        |           |                      |
| Malavasi 42’ Marra 64’ | Marcatori | 25’ (rig.) Panciroli |

| Arbitro: | Pieri (Trieste) |

|                                              |           |                         |
| Rossi 53’ Malagoli 70’ (rig.) G. Campari 79’ | Marcatori | 51’ Guaraldo 90’ Cesari |

| Arbitro: | Capriata (Genova) |

|                                                          |           |               |
| Sentimenti VI 39’ R. Brighenti I 58’ S. Brighenti II 81’ | Marcatori | 47’ Panciroli |

| Arbitro: | Piemonte (Monfalcone) |

|  |           |                                                  |
|  | Marcatori | 7’, 40’, 46’, 64’ Bettini 9’, 19’, 48’ Sundqvist |

| Arbitro: | Caputi (Molfetta) |

|                                   |           |  |
| Taccola 44’ De Andreis 89’ (rig.) | Marcatori |  |

| Reggio Emilia 1º giugno 1952 35ª giornata | Reggiana              | 0 – 0 | Brescia | Stadio Mirabello\| Arbitro: \| Guarnaschelli (Pavia) \| |
| Arbitro:                                  | Guarnaschelli (Pavia) |       |         |                                                         |

| Arbitro: | Fumagalli (Milano) |

|  |           |                                                 |
|  | Marcatori | 3’ Colosio 18’ Frizzi 25’ Celio I 70’ Pravisano |

| Arbitro: | Coppa (Mariano Comense) |

|                          |           |  |
| Cardoni 27’ Ghezzani 30’ | Marcatori |  |

| Arbitro: | Ferrari Aggradi (Firenze) |

|  |           |            |
|  | Marcatori | 24’ Randon |

## Statistiche

### Statistiche di squadra
| Competizione | Punti | In casa | In casa | In casa | In casa | In casa | In casa | In trasferta | In trasferta | In trasferta | In trasferta | In trasferta | In trasferta | Totale | Totale | Totale | Totale | Totale | Totale | DR  |
| Competizione | Punti | G       | V       | N       | P       | Gf      | Gs      | G            | V            | N            | P            | Gf           | Gs           | G      | V      | N      | P      | Gf     | Gs     | DR  |
| ------------ | ----- | ------- | ------- | ------- | ------- | ------- | ------- | ------------ | ------------ | ------------ | ------------ | ------------ | ------------ | ------ | ------ | ------ | ------ | ------ | ------ | --- |
| Serie B      | 24    | 19      | 8       | 6       | 5       | 29      | 26      | 19           | 0            | 2            | 17           | 9            | 44           | 38     | 8      | 8      | 22     | 38     | 70     | -32 |

### Statistiche dei giocatori
| Giocatore     | Serie B  | Serie B |
| Giocatore     | Presenze | Reti    |
| ------------- | -------- | ------- |
| L. Angelini   | 34       | 0       |
| A. Biagi      | 10       | 0       |
| D. Binacchi   | 4        | 0       |
| A. Braglia    | 3        | 0       |
| G. Campari    | 24       | 3       |
| G. Caselli    | 26       | 0       |
| E. Cellini    | 7        | 0       |
| B. Dal Bon    | 10       | 0       |
| U. Ermanni    | 1        | 0       |
| A. Gandini    | 3        | 0       |
| A. Geti       | 1        | 0       |
| V. Malagoli   | 2        | 1       |
| P. Manfredini | 27       | -43     |
| U. Mannocci   | 25       | 5       |
| A. Montanari  | 34       | 0       |
| A. Panciroli  | 29       | 4       |
| G. Polo       | 32       | 8       |
| L. Prandi     | 2        | 0       |
| F. Rossi      | 21       | 3       |
| L. Saccani    | 13       | 0       |
| G. Tieghi     | 24       | 10      |
| G. Vasirani   | 11       | -27     |
| G. Vincenzi   | 27       | 0       |
| G. Visconti   | 16       | 0       |
| G. Zucchini   | 31       | 4       |